# Circolo Nautico Posillipo 1991-1992
Questa voce raccoglie le informazioni riguardanti il Circolo Nautico Posillipo nelle competizioni ufficiali della stagione 1991-1992.

## Rosa
| N° |                       | Ruolo | Giocatore                |
| -- | --------------------- | ----- | ------------------------ |
|    | Jugoslavia (bandiera) | P     | Aleksandar Šoštar        |
|    | Italia (bandiera)     |       | Piero Fiorentino         |
|    | Italia (bandiera)     |       | Marco Durante            |
|    | Italia (bandiera)     |       | Valerio Antinori         |
|    | Italia (bandiera)     |       | Mario Marsili            |
|    | Italia (bandiera)     |       | Franco Porzio (Capitano) |
|    | Italia (bandiera)     |       | Mario Fiorillo           |
|    | Italia (bandiera)     |       | Giuseppe Porzio          |

| N° |                     | Ruolo | Giocatore          |
| -- | ------------------- | ----- | ------------------ |
|    | Italia (bandiera)   |       | Fulvio Di Martire  |
|    | Italia (bandiera)   |       | Massimo Fiorentino |
|    | Ungheria (bandiera) |       | István Dóczi       |
|    | Italia (bandiera)   |       | Fabio Galasso      |
|    | Italia (bandiera)   |       | Luca Capuano       |
|    | Italia (bandiera)   |       | Enrico Brancato    |
|    | Italia (bandiera)   |       | Occhiello          |
|    | Italia (bandiera)   |       | Gianfranco Guarino |